# Luuka
Koordinaten: 0° 46′ N, 33° 20′ O
Die Stadt Luuka, auch bekannt als Luuka Municipality, aber oft einfach Luuka genannt, ist eine Stadt im Osten Ugandas. Vor dem 1. Juli 2010 war die Stadt Luuka als "Kiyunga" bekannt. Sie ist das wichtigste politische, administrative und kommerzielle Zentrum des Distrikts Luuka.

## Lage
Die Stadt Luuka befindet sich im Distrikt Luuka, Subregion Busoga, in der östlichen Region Ugandas. Sie liegt etwa 28 Kilometer (17 Meilen) nordwestlich von Iganga, der nächstgelegenen großen Stadt. Sie liegt etwa 50 Straßenkilometer nordöstlich von Jinja, der größten Stadt der Subregion.

## Einwohner
Mit Januar 2015 war keine genaue Einwohnerzahl bekannt.

## Wahrzeichen
Zu den Wahrzeichen innerhalb der Stadtgrenzen oder in der Nähe der Stadtränder gehören:
- das Hauptquartier des Distrikt Luuka
- die Büros der Stadtverwaltung von Luuka
- Luuka Zentraler Markt
- Kulturzentrum Paidha